# Stenodynerus blandoides
Stenodynerus blandoides är en stekelart som beskrevs av Richard Mitchell Bohart 1943. Stenodynerus blandoides ingår i släktet smalgetingar, och familjen Eumenidae. Utöver nominatformen finns också underarten S. b. owensi.